# 어린이날
어린이날(영어: Children's Day)은 어린이들을 기리기 위한 연례 기념일로 여러 나라에서 기념일로 정하고 있으나, 날짜는 나라마다 차이가 있다.
우리나라하고 일본 모두 5월 5일이다

## 역사
어린이날은 1857년 6월 둘째주 일요일, 미국 매사추세츠주 첼시에 있는 보편주의 교회의 목사였던 찰스 레너드에 의해 시작되었다. 
레너드 목사는 어린이들을 위한 특별한 예배를 열었다. 레너드는 이 날을 "장미의 날"(Rose Day)이라고 명명했지만, 나중에 "꽃의 일요일"(Flower Sunday)로 이름을 바꾼 후 어린이날(Children's Day)로 명명했다.
어린이날은 1920년 튀르키예 공화국에서 4월 23일을 기념일로 지정하면서 공식적으로 처음 선포되었다. 어린이날은 1920년부터 정부와 당시 신문이 어린이를 위한 날로 선호하면서 전국적으로 기념되었다. 그러나 이 기념일을 명확히 하고 정당화하기 위해 공식적인 확인이 필요하다는 결정이 내려졌고, 1929년 튀르키예 공화국의 설립자이자 대통령인 무스타파 케말 아타튀르크가 국가적으로 공식 기념일로 선언했다.

### 국제 기념일
여러 나라에서 국제 어린이날(International Children's Day)을 기념한다. 이는 1925년 스위스 제네바에서 있었던 아동 복지를 위한 세계 회의(World Conference for the Well-being of Children)에서 제정된 것이다. 6월 1일에 어린이 날을 기념하는 곳은 보통 공산주의 국가였고, 서유럽 등 대부분의 다른 국가는 다른 날에 어린이 날을 기념했기 때문에 국제 어린이 날은 공산주의 진영에서 만들어진 것으로 오해를 받기도 한다.
1954년부터 유엔하고 유네스코는 11월 20일을 세계 어린이날(World Children's Day, Universal Children's Day)로 기념하기 시작하였다.

## 어린이날 날짜
공식적으로 인정되는 어린이날 날짜는 나라마다 다르다.
| 그레고리력                                         | 그레고리력                                            | 그레고리력 |
| 기준                                               | 날짜                                                  | 나라 |
| -------------------------------------------------- | ----------------------------------------------------- | --- |
| 1월 첫째 금요일                                    | 2024년 1월 5일 2025년 1월 3일 2026년 1월 2일          | 바하마 |
|                                                    | 1월 11일                                              | 튀니지 |
| 1월 둘째 토요일                                    | 2024년 1월 13일 2025년 1월 11일 2026년 1월 10일       | 태국 |
| 2월 둘째 토요일                                    | 2024년 2월 11일 2025년 2월 9일 2026년 2월 8일         | - 나우루 - 니우에 - 케이맨 제도 - 쿡 제도 - 토켈라우 |
|                                                    | 2월 13일                                              | 미얀마 |
| 3월 첫째 일요일                                    | 2024년 3월 3일 2025년 3월 2일 2026년 3월 1일          | 뉴질랜드 |
|                                                    | 3월 17일                                              | 방글라데시 |
|                                                    | 3월 21일                                              | 리비아 |
|                                                    | 4월 4일                                               | - 대만 - 홍콩 |
|                                                    | 4월 5일                                               | 팔레스타인 |
|                                                    | 4월 12일                                              | - 볼리비아 - 아이티 |
| 4월 마지막 토요일                                  | 2024년 4월 27일 2025년 4월 26일 2026년 4월 25일       | 콜롬비아 |
|                                                    | 4월 23일                                              | 튀르키예 |
|                                                    | 4월 30일                                              | 멕시코 |
|                                                    | 5월 5일                                               | - 대한민국(어린이날) - 일본(어린이날) |
| 5월 둘째 일요일                                    | 2024년 5월 12일 2025년 5월 11일 2026년 5월 10일       | - 스페인 - 영국 |
|                                                    | 5월 10일                                              | 몰디브 |
|                                                    | 5월 17일                                              | 노르웨이 |
|                                                    | 5월 27일                                              | 나이지리아 |
| 5월 마지막 일요일                                  | 2024년 5월 26일 2025년 5월 25일 2026년 5월 31일       | 헝가리 |
| 주님 승천 대축일                                   | 부활 제6주간 목요일                                   | - 솔로몬 제도 - 아메리칸사모아 - 포클랜드 제도 |
| 국제 어린이날                                      | 6월 1일                                               | - 기니비사우 - 니카라과 - 동티모르 - 라오스 - 라트비아 - 러시아 - 루마니아 - 리투아니아 - 마카오 - 모잠비크 - 몬테네그로 - 몰도바 - 몽골 - 미얀마 - 베냉 - 베트남 - 벨라루스 - 보스니아 헤르체고비나 - 북마케도니아 - 불가리아 - 상투메 프린시페 - 세르비아 - 슬로바키아 - 슬로베니아 - 아르메니아 - 아제르바이잔 - 알바니아 - 알제리 - 앙골라 - 에스토니아 - 에콰도르 - 에티오피아 - 예멘 - 우즈베키스탄 - 우크라이나 - 조선민주주의인민공화국 - 조지아 - 중국 - 체코 - 카자흐스탄 - 캄보디아 - 코소보 - 쿠르드 자치주 - 키르기스스탄 - 타지키스탄 - 탄자니아 - 투르크메니스탄 - 포르투갈 - 폴란드 |
| 6월 둘째 일요일                                    | 2024년 6월 9일 2025년 6월 8일 2026년 6월 14일         | 미국 |
|                                                    | 7월 1일                                               | 파키스탄 |
| 7월 둘째 일요일                                    | 2024년 7월 21일 2025년 7월 20일 2026년 7월 19일       | - 베네수엘라 - 쿠바 - 파나마 |
|                                                    | 7월 23일                                              | 인도네시아 |
| 8월 첫째 일요일                                    | 2024년 8월 4일 2025년 8월 3일 2026년 8월 2일          | 우루과이 |
|                                                    | 8월 16일                                              | 파라과이 |
| 8월 셋째 일요일                                    | 2024년 8월 18일 2025년 8월 17일 2026년 8월 16일       | - 아르헨티나 - 페루 |
|                                                    | 9월 9일                                               | 코스타리카 |
|                                                    | 9월 10일                                              | 온두라스 |
|                                                    | 9월 20일                                              | - 독일 - 스위스 - 오스트리아 |
|                                                    | 9월 25일                                              | 네덜란드 (오스테르하우트) |
|                                                    | 10월 1일                                              | - 과테말라 - 스리랑카 - 엘살바도르 |
| 10월 첫째 금요일                                   | 2024년 10월 4일 2025년 10월 3일 2026년 10월 2일       | 싱가포르 |
| 10월 첫째 수요일(공식 지정) 10월 둘째 일요일(실제) | 2024년 10월 2일 2025년 10월 1일 2026년 10월 7일       | 칠레 |
|                                                    | 10월 8일                                              | 이란 |
|                                                    | 10월 12일                                             | 브라질 |
| 10월 네째 일요일                                   | 2024년 10월 26일 2025년 10월 25일 2026년 10월 24일    | 말레이시아 |
| 10월 네째주 (어린이 주간)                          | 2024년 10/26~11/3 2025년 10/25~11/2 2026년 10/24~11/1 | 오스트레일리아 |
| 11월 첫째 토요일                                   | 2024년 11월 2일 2025년 11월 1일 2026년 월 7일         | 남아프리카 공화국 |
|                                                    | 11월 14일                                             | 인도 |
| 세계 어린이날                                      | 11월 20일                                             | - 그리스 - 남아프리카 공화국 - 네덜란드 - 덴마크 - 말레이시아 - 북마케도니아 - 세르비아 - 스웨덴 - 스페인 - 슬로베니아 - 아랍 연맹 - 아랍에미리트 - 아일랜드 - 아제르바이잔 - 에티오피아 - 이스라엘 - 이집트 - 이탈리아 - 잠비아 - 캐나다 - 케냐 - 크로아티아 - 키프로스 - 트리니다드 토바고 - 프랑스 - 핀란드 - 필리핀 |
|                                                    | 12월 5일                                              | 수리남 |
|                                                    | 12월 23일                                             | - 남수단 - 수단 |
|                                                    | 12월 25일                                             | - 가봉 - 적도 기니 - 중앙아프리카 공화국 - 차드 - 카메룬 - 콩고 공화국 - 콩고 민주 공화국 |

## 각국의 어린이날

### 아시아

#### 대만
1931년 상하이시 정부는 중화자유협회에 4월 4일을 어린이날로 추가하자는 의견을 제출하고, 중화민국 국민정부의 승인을 받아 '사사아동절'을 제정했다. 1949년 국공 내전과 중화인민공화국 건국 이후 중국 대륙의 어린이날은 1950년부터 원래 4월 4일에서 국제 어린이날을 따라 6월 1일로 변경되었다.
국부천대로 정부를 대만으로 이전한 후, 대만은 계속해서 사사아동절을 기념했다. 제정된 지 60년이 지나서야 1991년 중화민국 정부에 의해 국정공휴일로 편입되어 "부녀절, 아동절 통합 휴가"(婦女節、兒童節合併假期)로 개칭되었다. 즉, 국제 여성의 날(3월 8일)과 어린이날(가끔 청명절과 겹침)을 4월 4일과 같은 날로 통합한다는 뜻이다. 1998년 이후에는 격주 5일제 시행으로 공휴일 지정이 취소되었다. 2011년부터는 다시 공휴일로 돌아와 하루를 쉬게 되었다. 2012년에 다시 법이 개정되어 청명절과 같은 날이면 전날인 4월 3일, 목요일이면 그 다음날이 휴일이 된다.

#### 대한민국

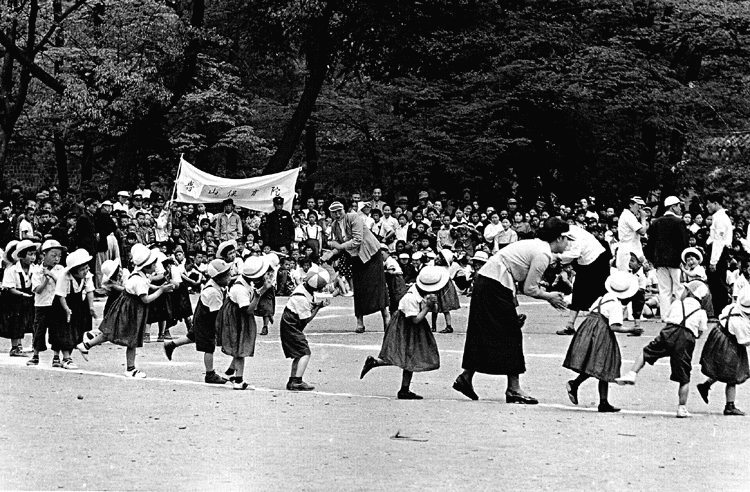
어린이날 창경궁의 모습(1954년)

대한민국은 5월 5일 어린이날을 기념일과 공휴일로 지정하고 있다. 어른으로부터 '아이들, 애, 애들, 계집애' 등으로 불리던 어린이의 존엄성과 지위 향상을 위하면서 어린이들이 올바르고 슬기로우며 씩씩하게 자라도록 하고 어린이에 대한 애호 사상을 앙양하기 위해 정한 날이다.
어린이날은 일제 식민 지배에 반대하는 진보적인 학생들과 독립운동 지도자들에 의해 처음 고안되었다. 1921년 방정환, 김기전 등에 의해 천도교소년회가 조직되었고, 천도교소년회가 1922년 5월 1일 창립 1주년을 기념하여 경성 시내에서 '어린이의 날' 가두 선전을 한 것이 어린이날의 역사적 기원이다. 이듬해인 1923년 4월 17일에는 천도교소년회 주도로 조선소년군, 불교소년회 등 각 소년운동 단체들이 참여한 조선소년운동협회가 결성되었으며, 이 조선소년운동협회가 5월 1일을 '어린이날'로 공식 채택하여 매년 행사를 열기로 하였다. 1923년 5월 1일은 조선소년운동협회가 주최하여 전국적인 규모로 개최하기 시작한 제1회 어린이날이다. 한국의 어린이 인권 선언이라고 할 수 있는 '소년운동의 기초 조항'이 발표된 것도 이때다. 이날 방정환을 비롯한 일본 유학생들도 소년운동 활성화를 돕기 위하여 도쿄에서 색동회를 창립하였다. 5월 1일은 노동절하고 겹쳐서 일본 당국으로부터 감시와 탄압을 많이 받았다. 1927년에는 5월 첫째 일요일로 날짜를 바꾸게 되고, 이듬해인 1928년부터 5월 첫째 일요일에 행사를 진행했다. 일제의 탄압이 있던 1938년부터 중단되었다가, 1945년 광복 이후 '어린이'를 존중하는 마음을 살리기 위해 1946년 5월 5일에 다시 부활되었다. 1961년에 제정·공포된 '아동복지법'에서는 매년 5월 5일을 어린이날로 정하였다. 이후 1973년에는 기념일로 지정하였다가 1975년부터 공휴일로 지정되었다.

#### 베트남

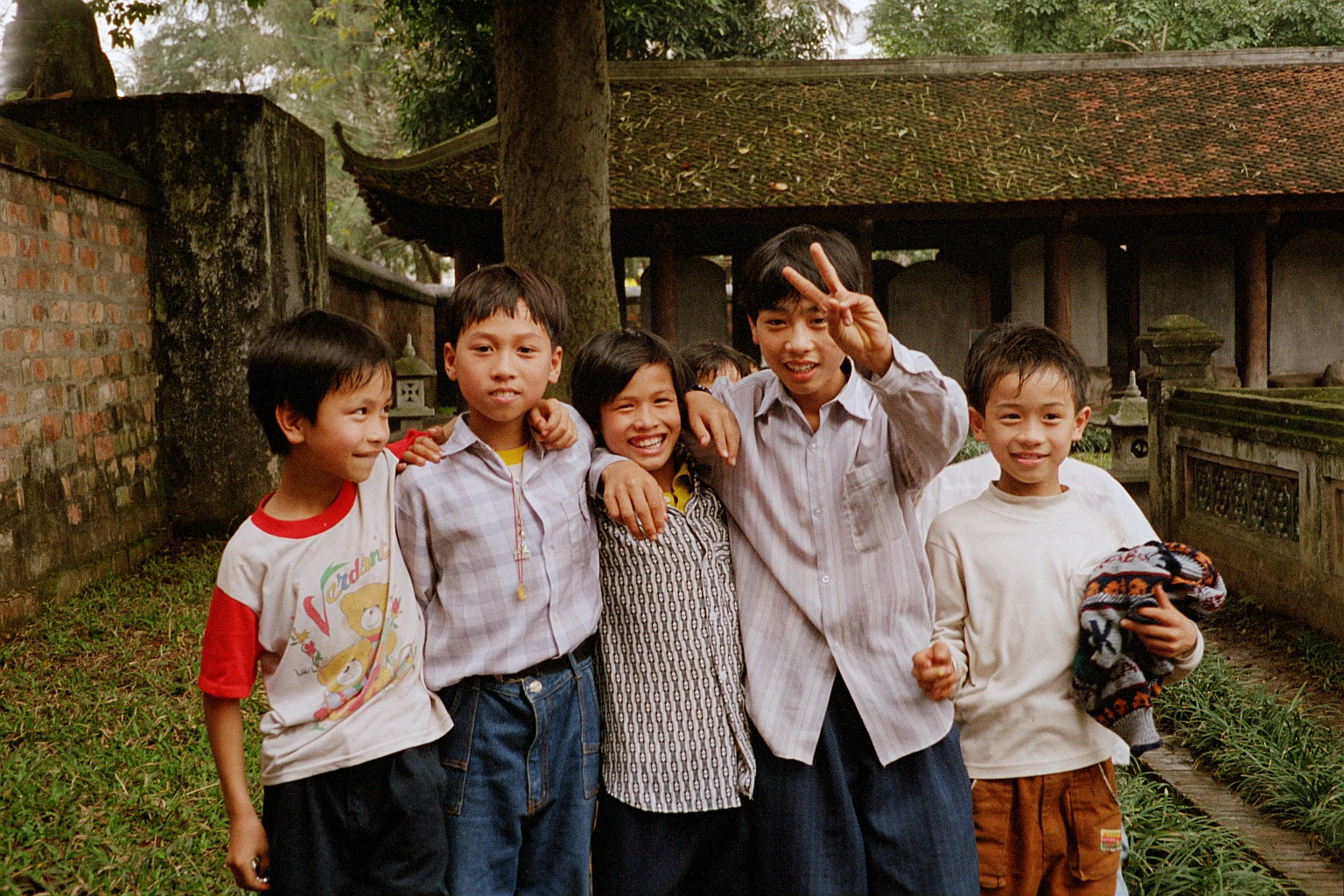
베트남 하노이의 아이들

베트남에서는 6월 1일 국제 어린이날과 음력 8월 15일 중추절을 어린이날로 기념한다.

#### 인도
어린이날은 어린이의 권리, 보호 및 교육에 대한 인식을 높이기 위해 인도 전역에서 기념되고 있다. 매년 11월 14일에 인도 초대 총리인 자와할랄 네루에게 경의를 표한다. 아이들 사이에서 "차차 (삼촌) 네루"로 사랑받는 그는 어린이들에게 충실한 교육을 받을 수 있도록 주장했다. 이 날에는 인도 전역에서 어린이에 의한, 어린이를 위한 많은 교육 및 동기 부여 프로그램이 개최된다.

#### 인도네시아
인도네시아에서는 7월 23일을 어린이날로 기념한다. 1984년 공휴일로 지정되었다.

#### 일본
일본도 5월 5일이 단고노셋쿠(端午の節句) 즉, 단오이자 어린이날 (일본어: こどもの日 고도모노히[*], 남자 어린이의 날)로서 공휴일로 정해져 있다. 그 외에 3월 3일은 히나마쓰리(ひなまつり)로 여자 어린이의 날이지만 공휴일은 아니다.

#### 조선민주주의인민공화국
조선민주주의인민공화국 정부 수립 이후에 6월 1일이 국제아동절로 명명되어 지정되었으나, 공휴일은 아니다.

#### 중국
중화인민공화국의 어린이날은 6월 1일이며, 한자로 아동절(중국어 간체자: 儿童节, 정체자: 兒童節, 병음: èrtóngjié 얼통지에[*])이라 한다. 원래는 1932년 4월 4일을 제 1회 어린이날로 지정하였으나 1949년 중화인민공화국 정부가 탄생하던 그해 12월 23일 중국의 어린이날을 국제 어린이날과 통합하도록 하여 6월 1일이 되었다. 또한 중앙인민정부 교육부는 발표문에서 어린이날 날짜 변경 이유와 첫 번째 어린이날 기념 방법을 간략하게 설명했다.。
이 날에는 부모와 어린이들이 학교 운동장에서 운동회를 하고, 상으로 공책, 연필 등을 시상하거나 각지에서 열리는 활동에 참여하며 시간을 보낸다. 또한 ‘핀둬둬’(拼多多)‘가 공개한 중국 아동절(儿童节) 소비 데이터에 따르면 아동절 전 15일 동안 아동절 관련 상품을 구입한 성인 및 20세 이하 청소년은 전기대비 각각 317% 및 137% 증가한다.

#### 태국
태국의 어린이날(태국어: วันเด็กแห่งชาติ)은 매년 1월 두 번째 토요일로, 총리가 보통 각각의 어린이날의 모토로 성명을 발표한다.

#### 튀르키예
튀르키예 대국민의회는 1920년 4월 23일에 설립되었으며, 이를 기념하기 위해 1921년부터 4월 23일이 공휴일로 선포되었다. 1927년부터 4월 23일이 어린이날(튀르키예어: Ulusal Egemenlik ve Çocuk Bayramı, "국가 주권과 어린이의 휴일")이 되었으며, 이 날은 튀르키예와 (1979년부터) 전 세계의 어린이들을 위한 공식 휴일이다.
튀르키예에서는 경기장 공연 등 다양한 국내 기념 행사를 개최할 뿐만 아니라 다른 나라 어린이들을 초청하여 터키 가정집에서 머물며 축제에 참여하는 "TRT 국제 어린이 어린이 축제"도 개최한다.

#### 홍콩
영국령 홍콩에서는 1949년 이후에도 중화민국을 정통으로 여겼기 때문에 중화인민공화국의 "6월 1일" 어린이날을 따르지 않고 여전히 "4월 4일" 어린이날을 축하했다. 이 관행은 1997년 홍콩 반환 이후에도 여전히 유지되고 있다. 홍콩에서 4월 4일은 공휴일이 아니지만, 종종 공휴일인 청명절과 같은 날이 된다.

### 아프리카

#### 중앙아프리카
가봉, 적도 기니, 중앙아프리카 공화국, 차드, 카메룬, 콩고 공화국, 콩고 민주 공화국에서는 12월 25일을 어린이날로 기념한다.

### 유럽

#### 노르웨이
노르웨이에서 어린이날은 노르웨이 제헌절과 같은 날인 5월 17일에 열리며, 많은 어린이 퍼레이드가 두 행사를 동시에 기념하며 노르웨이 사회에서 어린이의 중요성을 강조한다.

#### 독일
냉전 시대 독일에서는 서독과 동독에서 어린이날(Kindertag)을 다르게 기념했다. 동독은 6월 1일에 국제 어린이날(Internationaler Kindertag)을 기념한 반면, 서독은 9월 20일에 세계 어린이날(Weltkindertag)을 기념했다.
어린이날의 풍습도 서독과 동독에서 크게 달랐다. 동독에서는 1950년에 어린이날이 도입된 후 매년 어린이들을 위한 행사가 열렸다. 이 날에 어린이들은 일반적으로 부모로부터 축하를 받고 선물을 받았으며, 학교에서 현장 학습 등의 특별 활동을 했다.
1990년 동독과 서독이 통일된 후 세계 어린이날이 독일 전체에서 공식 기념일로 지정되었다. 그러나 동독 인구의 상당수는 이를 받아들이지 않았다. 대부분의 부모들은 여전히 이전 날짜인 6월 1일에 어린이날을 기념하며, 어린이날과 관련된 공공 행사는 9월 20일에 열린다. 2019년부터 구 동독 튀링겐주에서 9월 20일이 주 공휴일로 지정되었다.

#### 러시아
러시아에서는 6월 1일을 어린이날로 기념한다. 1949년부터 공휴일로 지정되었다.

#### 포르투갈
포르투갈과 포르투갈의 옛 식민지 국가(기니비사우, 마카오, 카보베르데, 동티모르, 앙골라, 모잠비크, 상투메 프린시페 등)에서는 6월 1일을 어린이날(포르투갈어: Dia da Criança})로 기념한다.

### 남아메리카

#### 브라질
브라질의 어린이날(포르투갈어: Dia das Crianças)은 10월 12일에 브라질의 수호 성인의 날인 아파레시다 성모 축일과 같은 날에 기념한다. 브라질에서는 어린이날을 맞아 어린이들이 부모님과 친척들로부터 선물을 받는다.

#### 아르헨티나
아르헨티나의 어린이날(스페인어: Día del Niño디아 델 니뇨)은 8월의 두 번째 일요일이다. 1990년 이전까지는 어린이날이 8월의 첫 번째 일요일이었으나, 8월의 두 번째 일요일로 바뀌게 되었다.

#### 칠레
칠레에서는 어린이날이 공식적으로 인정되어 10월 첫째 수요일에 지정되었다. 그러나 8월 둘째 일요일에 지켜진다. 어린이의 필요나 권리를 인정하는 국제적인 취향을 따르지 않고 단순히 어린이를 위한 장난감 구매를 위한 상업적 휴일로만 지켜진다.

### 북아메리카

#### 멕시코
멕시코에서는 4월 30일을 어린이날(스페인어: Día del niño))로 기념한다. 이 날(또는 주말인 경우 가장 가까운 평일)에는 학교 교사들이 게임, 음악, 음식 나눔 등 아이들을 위한 행사를 준비한다. 아이들은 종종 피냐타를 만들고 부수기도 한다. 어떤 학교에서는 수업이 하루 동안 중단된다. 일부 가족은 자녀와 함께 하루를 보내기도 한다. 공원이나 스포츠 센터 등에서 어린이를 위한 특별 활동이 열리기도 한다. 때때로 아이들은 가족으로부터 선물을 받는다. 미디어 업계에서는 라디오 및 텔레비전 진행자의 자녀가 부모의 쇼에 출연하는 등 사실상 자녀를 직장에 데려가는 날로 기념하며, 종종 어린이 오락을 주제로 한 하루를 보내기도 한다.
최초의 어린이날은 5월 8일 베라크루스주의 탄토유카에서 기념되었지만(연도는 알 수 없음), 1925년 알바로 알바로 오브레곤은 제네바 협약에 가입하고 제1차 세계대전의 영향을 받은 취약한 어린이들의 건강을 돌본 후 날짜를 변경했다. 이후 국제 연맹은 1924년 11월 26일, 전쟁으로 인해 어린이가 가장 큰 영향을 받는다는 점을 인식하여 제네바 아동 권리 선언을 채택했다.
유엔은 전 세계적으로 어린이날을 기념하기 위해 11월 20일을 권장했지만, 이 날은 멕시코 혁명 기념일과 겹친다. 또한 노동절(5월 1일)과 싱코 데 마요(5월 5일, 푸에블라 전투의 날) 축하 행사를 피하기 위해 4월 30일이 선정되었다.

#### 미국
미국의 어린이날 기념은 어머니날과 아버지날보다 앞서지만 국가 차원에서 영구적인 연례 단일 어린이날 기념은 이루어지지 않았다. 전국 어린이날은 일반적으로 6월 또는 10월에 기념지만 다른 날도 기념되고 있다.

##### 전국 어린이날
"전국 어린이날"(National Children's Day)은 1989년 10월 8일부터 부시 행정부와 클린턴 행정부에서 10월 둘째 주 일요일에 기념되었다. 유일한 예외는 1993년에 11월 21일로 바뀐 것이다.
2001년 미국 의회는 6월 첫째 일요일에 "전국 어린이날"(National Child's Day)을 기념한다고 선언했고, 부시 행정부는 6월 둘째 일요일로 연기된 2002년을 제외하고는 이를 따랐다.
오바마 행정부는 계속해서 "전국 어린이날"을 축하했지만 11월 20일로 날짜를 변경해서 치뤘고, 일요일과 겹치지 않았다. 2009년은 예외적으로 11월 22일 일요일에 치러졌다.

##### 4월 기념 행사
1996 년 작가 팻 모라는 4월 30일을 기념하는 멕시코의 어린이날(El día del niño) 연례 전통에 대해 알게 된 후, 미국에서 "어린이의 날, 책의 날"(El día de los niños, El día de los libros/Children's Day, Book Day) 행사를 제안했다. 행사를 어린이를 존중하고 민주주의에서 필수적인 문해력과 연결하여 어린이를 기리고 문해력과 연결하였다. 이 지역사회 기반 가족 문해력 제안은 시작은 라틴계 및 스페인어 사용자를 위한 도서관 및 정보 서비스 홍보를 위한 전국 협회인 REFORMA의 지원을 받았다. 매일의 약속이자 매년 4월에 열리는 기념일인 어린이날, 책의 날은 모든 어린이를 책, 언어, 문화와 연결시키는 날로 성장했다. 주요 파트너는 미국도서관협회(ALA)의 한 부서인 어린이도서관서비스협회(ALSC)이다. 매년 미국 전역에서 수백 개의 도서관, 학교, 지역사회 단체 등이 4월 어린이날을 맞아 지역사회를 하나로 묶는 책의 날 행사를 개최하여 어머니날, 아버지날과 같은 연례 전통을 만들어가고 있다.
2011년 4월 23일, 워싱턴주 킹군 행정부는 4월 23일을 국제 어린이날로 선포했다.
캘리포니아주 튀르키예인 공동체의 어린이날 축하 행사로 인해 캘리포니아주는 4월 마지막 토요일을 어린이날로 인정했다.
2024년 4월 11일 워싱턴주 마운트레이크테라스는 4월 23일을 어린이 날로 선언했다.

##### 6월 둘째 일요일
1856년 메사추세츠주 첼시의 보편교회 목사인 H. 레오나드는 어린이를 기독교 생활에 헌신하고 부모와 보호자가 자녀를 기독교 양육을 위해 다시 헌신하기 위해 일요일을 따로 정했다. 이 예배는 6 월 둘째 주일에 처음 지켜졌다. 보편주의 교회는 1867년 9월 볼티모어에서 매년 한 주일을 어린이날로 정하도록 교회에 권고하는 결의안을 통과시켰다. 1868년 감리교 회의에서 매년 6월 둘째 주일을 어린이날로 지키도록 권장했다. 장로교 총회는 1883년 "6월 둘째 안식일"을 어린이날로 지정했다." 1883년 전국 회중교회 협의회 및 미국의 거의 모든 교단 기관은 어린이날 준수를 칭찬하는 결의안을 통과시켰다. 이 무렵 다른 많은 교단에서도 비슷한 권고안을 채택했다.

#### 캐나다
캐나다의 어린이날(영어: National Child Day)은 매년 11월 20일로, 1993년에 국회 법안 C-371'어린이날 법률'이 제정되었다.

### 오세아니아

#### 뉴질랜드
뉴질랜드에서는 일반적으로 3월 첫째 일요일에 어린이날을 기념한다. 이 날은 어린이를 보물이라는 뜻의 마오리어 타오가(taonga)로 기리며, 가족들이 휴식을 취하고 어린이를 기리는 활동을 함께 하는 날이다.

#### 오스트레일리아
어린이 주간(Children's Week)은 오스트레일리아에서 매년 10월 넷째 주, 세계 어린이날 전 토요일부터 다음 주 일요일까지 열리는 연례 행사이다. 1977년 이전에는 오스트레일리아의 여러 주와 준주에서 보호 중인 아동이나 시설에 있는 아동에 초점을 맞춘 아동 보호 주간이 열렸다. 이 행사는 일 년 내내 다른 시기에 열렸다. 1984년에 세계 어린이날에 맞춰 모든 어린이를 포함하는 전국적인 주간을 조정하기로 결정했다. 1996년에는 어린이가 어린 시절을 즐길 권리를 기념하기 위해 "돌보는 세상 공유"라는 영구적인 주제를 채택하기로 결정했다. 조직된 행사를 통해 어린이는 자신의 재능, 기술 및 능력을 보여줄 수 있다.
"전국 원주민 및 토레스 해협 섬 주민 어린이날"(National Aboriginal and Torres Strait Islander Children's Day)은 1988년부터 매년 8월 4일에 개최되었다. 이 행사는 처음에 원주민 어린이의 중요성을 가리는 200주년 기념 시위를 배경으로 열렸다. 역사적으로 8월 4일은 자신의 생일을 알지 못한 채 가족과 헤어진 원주민과 토레스 해협 섬 주민들의 도난당한 세대 어린이들이 생일을 축하하는 날이었기 때문이다. 오늘날 이 날에는 원주민 원로, 가족, 어린이들이 모여 원주민 어린이들의 강점을 축하하고 문화, 가족, 지역사회가 모든 원주민과 토레스 해협 섬 주민들의 삶에 미치는 중요한 영향에 대해 배우기 위해 모인다.

## 같이 보기
- 국제 어린이날
- 세계 어린이날
- 어버이날
- 스승의 날
- 아버지날
- 어머니날
- 방정환